# 孤独な群衆
『孤独な群衆』（こどくなぐんしゅう、英: The Lonely Crowd）は、1950年にアメリカの社会学者・デイヴィッド・リースマンによる著作で（共著者ネイサン・グレイザー、リュエル・デニー）、社会性格論という分野を打ち立てた著作として有名である。
リースマンは、まず社会が機能するためには社会の成員が社会の中で担っている役割を遂行することを促すような性格の重要性を指摘する。
しかしながら、そのような社会的性格とは個々人の性格に由来するのではなく、社会環境に由来するものであると考える。つまり社会的性格は社会の情勢に応じて変化するものであり、人口成長期、過渡的成長、初期的減退という人口変化を指標とするような社会変動に応じて社会的性格は伝統指向型から内部指向型、他人指向型へと変化すると論じている。
伝統指向型の社会的性格ははっきりと慣習が伝統によって体系化されており、恥に対する恐れによって人々は動機付けられている。
しかし内部指向型の社会的性格となると社会の成員は権威者または保護者の教育によって道徳律が刷り込まれ、人々は罪の感覚によって動機付けられる。そして他人指向型の社会的性格においては行動の規範よりも対面する人々に限らずマスメディアを通じて知る人々を含めた他人の動向に注意を払ってそれに参加する。彼らは恥や罪という道徳的な観念ではなく不安によって動機付けられる。このような他人指向型の社会的性格が成立した背景についてリースマンは産業社会の特徴と見なし、家族との関係、同輩集団との関係、マスメディアとの関係から要因について考察している。
さらに他人指向型の社会的性格がもたらす消費行動の傾向にも自らの純粋な効用のためではなく、他人志向のための消費傾向が見られるようになっていることを指摘する。また政治指導者において他人指向型の社会的性格を反映していると、政治もマスメディアを通じて他人指向型の消費行動を示す場となっていく。

## 日本語訳
- 『孤独なる群衆』佐々木徹郎・鈴木幸寿・谷田部文吉訳、みすず書房 1955年
- 『孤独な群衆』[1] 加藤秀俊訳、みすず書房、1964年、度々新版／改訳版・同「始まりの本」（上下）、2013年